# Philip Hammond
Philip Anthony Hammond (4 de diciembre de 1955) es un político británico del Partido Conservador.
Desde 1997 miembro del Parlamento del Reino Unido para la circunscripción de Runnymede y Weybridge en Surrey, formó parte de S.M. Gabinete en la sombra de 2005 hasta 2010.
Fue nombrado secretario de Estado de Asuntos Exteriores por el entonces primer ministro británico David Cameron en 2014.
Es nombrado Secretario de Estado de Trabajo y Previsión Social en el Consejo de Ministros de la Oposición de David Cameron en 2005. Hammond se desempeñó en esta función hasta el 2007. Posteriormente fue nombrado Secretario Principal de Hacienda.
Una vez formado el Gobierno de Coalición en mayo del 2010, Hammond es designado Secretario de Estado de Transporte y miembro del Consejo Privado del Reino Unido. Tras la renuncia de Liam Fox, como consequencia del escándalo de octubre del 2011, Hammond asume el cargo de Secretario de Estado de Relaciones Exteriores y Asuntos del Commonwealth. Desde julio del año 2016 hasta julio de 2019, Hammond fue Ministro de Economía del Reino Unido del gabinete de Theresa May. 

## Educación
Philip Hammond nació en Epping, Essex. Es hijo de un ingeniero civil. Cursó sus estudios primarios en Brookfield Junior School y sus estudios secundarios en Shenfield High School en Brentwood, Essex. Estudió Filosofía, Política y Economía en University College|la Universidad de Oxford, donde obtuvo el diploma de Bachelor of Arts con los más altos honores. 
En 1977 ingresó a Speywood Laboratories Ltd., una empresa de fabricación de productos y equipos médicos. En 1981 es designado director de Speywood Medical Limited. Uno de sus mayores logros fue la creación de una fábrica de electrocardiógrafos en 1982. Su actividad laboral en esta empresa finalizó en 1983. Un año después inició sus funciones como director de Castlemead Ltd.
Desde 1993 hasta 1995 fue socio de CMA Consultants y , desde 1994 , director de Castlemead Homes. Hammond se ha desempeñado laboralmente en diferentes sectores económicos: empresas de construcción, servicios inmobiliarios y de asistencia médica, industrias y compañías petroleras y gasistas.
También prestó servicios de asesoramiento a varias consultoras en Latinoamérica para el World Bank en Washington D. C. y fue asesor del gobierno de Malawi desde 1995 hasta su ingreso al Parlamento.

## Miembro del Parlamento Británico (1997-)
En 1989 Hammond es nombrado presidente de Levisham East Conservative Association por un período de siete años. En 1994 se presenta como candidato conservador en las elecciones de Newham North East , tras la muerte del diputado parlamentario Ron Leighton del partido Laboral. Hammond perdió por 11.818 votos a favor de Stephen Timms, candidato del partido Laboral. En las elecciones generales de 1997 es electo diputado de los distritos electorales de Runnymede y Weybridge en la Cámara de los Comunes. Ganó la elección con una mayoría de 9.875 votos y desde entonces es miembro del Parlamento Británico. Hammond dio su primer discurso parlamentario el 17 de junio de 1997. 
En 2009 se hizo de conocimiento público que Hammond había reclamado 8 libras menos del monto máximo permitido a los diputados para sus gastos de segunda residencia, a pesar de que Hammond vive en la zona periférica de Woking. Como consequencia de las críticas recibidas por la opinión pública, Hammond dijo que devolverá al estado las ganancias de la venta de su segunda residencia.

## Consejo de ministros de la oposición (2005-2010)
Desde 1997 Hammond cumplió funciones en los comités parlamentarios de Medio Ambiente, Transporte y Política Regional , hasta que fue promovido por William Hague portavoz oficial de Salud. En 2001 fue nombrado vocero de Comercio e Industria por Iain Duncan Smith. En 2003, Michael Howard lo designa Viceministro del Consejo de oposición.
Hammond fue promovido Secretario principal de Hacienda en 2005. Después de la elección de David Cameron en el mismo año como líder del partido conservador, Hammond ocupa la función de Secretario principal de Trabajo y Previsión Social. A consequencia de la reestructuración del gabinete parlamentario por parte de David Cameron tras la elección de Gordon Brown como Primer ministro, Hammond vuelve a asumir el cargo de Secretario principal de Hacienda.

## En el gobierno (2010-)

### Secretario de Estado de Transporte
Hammond fue nombrado Secretario de Estado de Transporte tras la formación del Gobierno de Coalición el 12 de mayo de 2010, cargo que mantuvo hasta el 14 de octubre de 2011. El 28 de septiembre de 2011, Hammond anunció que el gobierno ese mismo año iba a iniciar una consulta sobre el aumento del límite de velocidad de 70 millas a 80 millas por hora en las autopistas. La intención del gobierno era introducir un nuevo límite de velocidad en el 2013.

### Secretario de Estado de Defensa

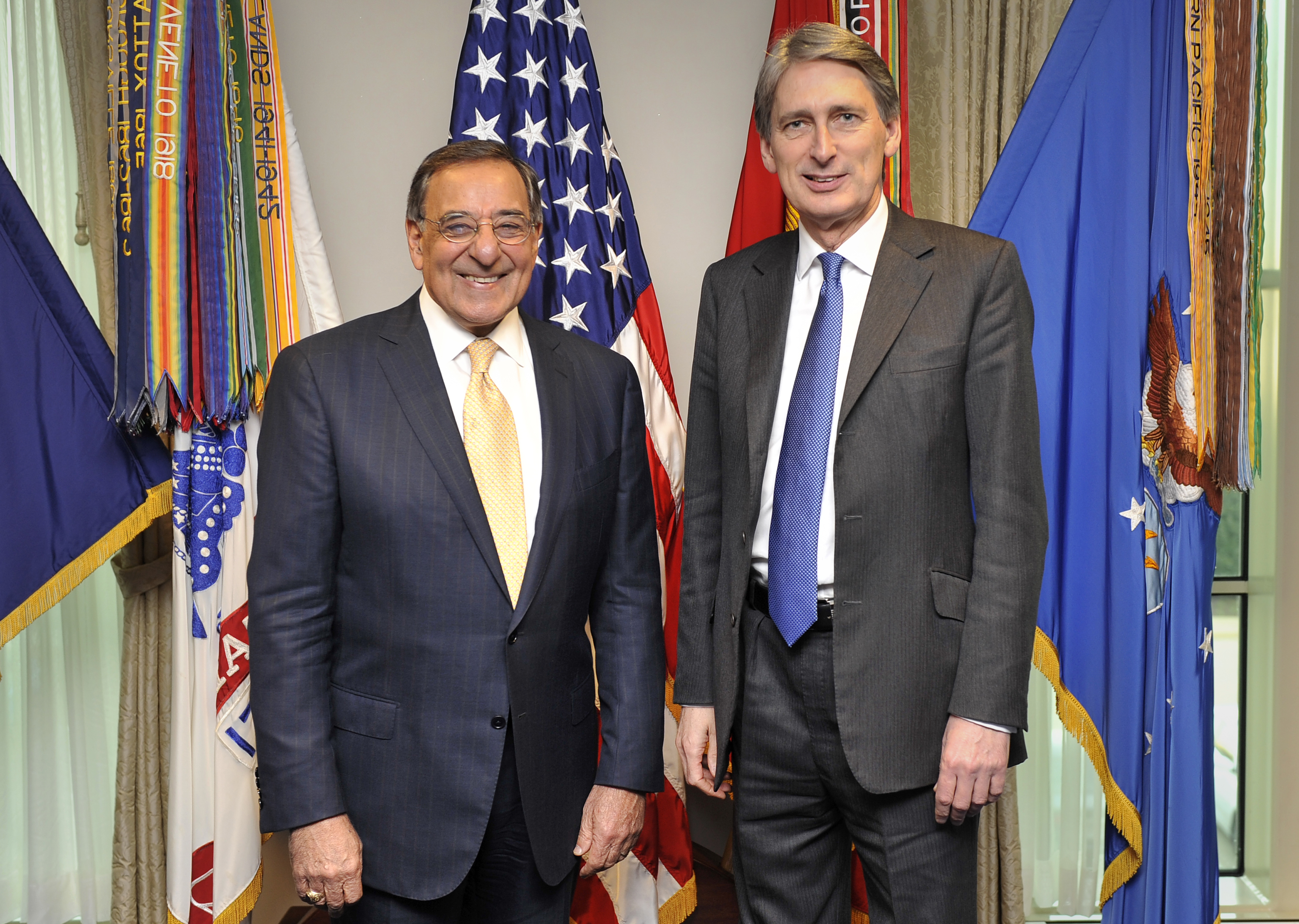
Encuentro entre Hammond el Secretario de Defensa norteamericano Leon Panetta.

Hammond asumió el cargo de Secretario de Estado de Defensa el 14 de octubre de 2011, tras la renuncia de Liam Fox. Como Secretario de Estado de Defensa, Hammond se convierte en miembro del Consejo de Estado. 
En diciembre del 2011, Hammond anunció que se les permitirá a las mujeres el ingreso a la Flota de submarinos de su Majestad. Las primeras mujeres con el rango de oficiales iniciaron el servicio en los submarinos de la clase Vanguard a fines del 2013. Una vez realizadas las calificaciones para mujeres en el 2015, también las mujeres iniciaron sus servicios en los nuevos submarinos de la clase Astute.
Se confirmó que el costo de las operaciones en Libia fue 212 millones de libras, menos de lo estimado, incluyendo 67 millones de libras para municiones nuevas. Estaba previsto que todos estos costos serían cubiertos con las reservas del tesoro real. Al comienzo de la intervención británica en Libia, el canciller George Osborne informó a los miembros del Parlamento que los costos de esta acción alcanzarían probablemente 10 millones de libras. Esta acción alcanzó un monto de 260 millones al finalizar el verano. 
En enero del 2012 , el Ministerio de Defensa anunció 4.200 despidos dentro de las fuerzas armadas. La Armada tendría previsto una reducción de 2900 puestos de trabajo, incluyendo 400 gurkas, mientras que en la Fuerza Aérea se reducirían 1000 puestos de trabajo y en la Armada Real 300. Los despidos formaban parte de una serie de medidas de la Revisión de Defensa Estratégica destinadas a cubrir un déficit de 38 billones de libras dejados por el gobierno anterior. Hammond dijo que el gobierno "no tenía otra opción que reducir las Fuerzas Armadas para que estas pudieran permanecer ágiles, adaptables y efectivas". Hammond agregó: "En este proceso de reducción de las Fuerzas Armadas se prevé la retención de la capacidad de las mismas para enfrentar los desafíos del futuro."
El déficit de 38 billones de libras en el Ministerio de Defensa tiene que ser resuelto para terminar con la precaria situación de este ministerio, afirmó Hammond en febrero del 2012.
Los ministros anunciaron que se destinarían 2.1 billones de libras a diferentes e importantes proyectos en las próximas semanas. El origen de estos fondos provendría de una serie de reducciones presupuestarias efectuadas en los últimos dos años, duras negociaciones con la industria y un incremento del 1% del presupuesto de equipamiento. Los tres servicios se beneficiarían de estos fondos conocidos como el Planning Round 12. Las propuestas para la utilización de estos fondos se darían a conocer el próximo mes. "Nuevos equipos y contratos de asistencia por billones de libras serán dados a conocer por el gobierno", dijo un miembro del Ministerio de Defensa. "PR12 es una señal de cambio en el Ministerio de Defensa del Reino Unido."
En febrero del 2012, Hammond dijo que las Islas Malvinas no representan "una amenaza militar importante" de parte de Argentina. Así mismo, Hammond agregó que "Gran Bretaña no tiene intención de aumentar las hostilidades entre ambos países por el tema de la soberanía de las islas".
Hammond dijo en la Cámara de los Comunes que a pesar de las especulaciones en los medios de comunicación, no ha habido nuevos despliegues de fuerzas militares en las islas. Hammond agregó que "no hay evidencia de que haya una amenaza militar en el tema de la seguridad de las Islas Malvinas, y por lo tanto, ningún cambio significativo en el despliegue de las fuerzas militares británicas. Sin embargo, el gobierno de su Majestad está decidido a defender el derecho de autodeterminación de los isleños y a incrementar inmediatamente el apoyo militar por tierra, mar y aire en caso de que hubiera una amenaza militar.

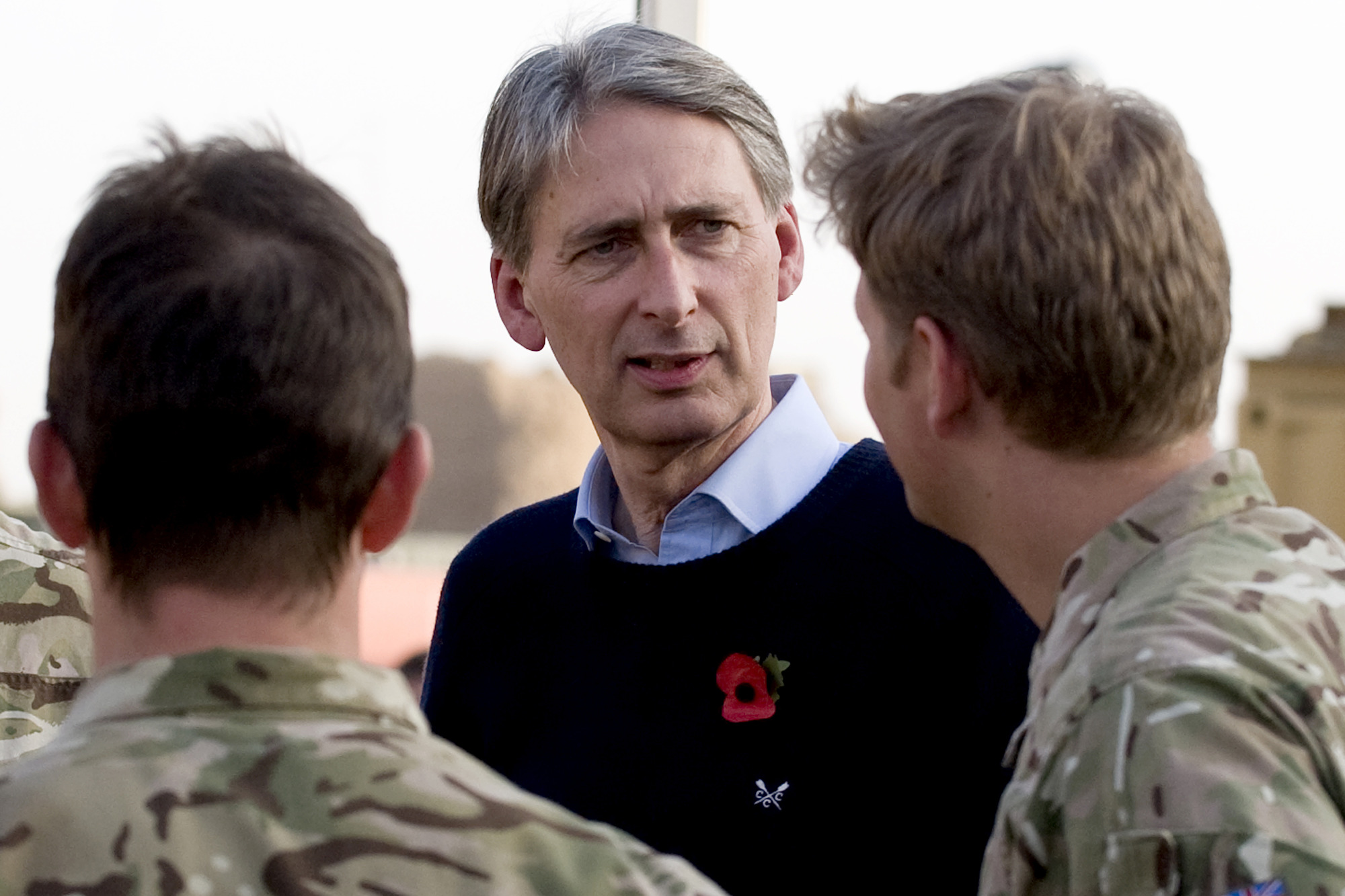
Encuentro de Hammond con las tropas británicas en la provincia de Helmand, Afganistán

En agosto del 2012, Hammond anunció que los cargos en los rangos superiores de las fuerzas militares serían reducidos a un cuarto menos. También agregó que se reducirían aproximadamente 26 puestos civiles y militares en las oficinas centrales y una nueva estructura para los rangos superiores se daría a conocer a fines del 2013. Estas medidas permitirían un ahorro de 3,8 millones de libras al año al Ministerio de Defensa. Hammond dijo que uno de cada cuatro puestos en los rangos de contralmirante, brigadier y comodoro desaparecerían. También informó : "en este momento en que estamos tomando decisiones difíciles sobre gastos de defensa, tenemos que aceptar reducciones en las fuerzas militares y no ignorar el alto número de cargos en los puestos superiores de estas fuerzas." El Ministerio de Defensa ha estado sobrecargado con demasiados puestos civiles y militares por mucho tiempo. Esta reestructuración permitirá una reducción de los puestos superiores a un cuarto menos en los próximos dos años y una clara estrategia en las prioridades que se tienen que establecer para las Fuerzas Armadas.
Cuatro semanas antes de los Juegos Olímpicos del 2012, la compañía de seguridad G4S anunció que no podría proveer el número necesario de personal de seguridad que originalmente había aportado para estos juegos.
Hammond resolvió el problema llamando a 5000 miembros de las Fuerzas Armadas para cubrir esa falta de personal. Hammond recibió muchos elogios por esta decisión. Posteriormente Hammond informó al periódico The Independent que este problema le había enseñado una lección muy importante: "Llegué al Ministerio de Defensa con el prejuicio de que las mismas medidas que se implementan en el sector privado tienen que ser implementadas en el gobierno", dijo Hammond. "Pero la historia del G4S y del rescate militar es muy informativa. Estoy aprendiendo que la aplicación de modelos racionales del comercio se pueden aplicar en ciertas áreas del Ministerio de Defensa, pero al mismo tiempo, no se puede observar una nave de guerra y decir,"¿ Cómo puedo poner en práctica un modelo de gestión racionalizada aquí?" – porque estoy haciendo cosas diferentes, con diferentes niveles de tolerancia, que generalmente no se requieren en el sector privado."

### Secretario de Estado de Asuntos Exteriores y del Commonwealth

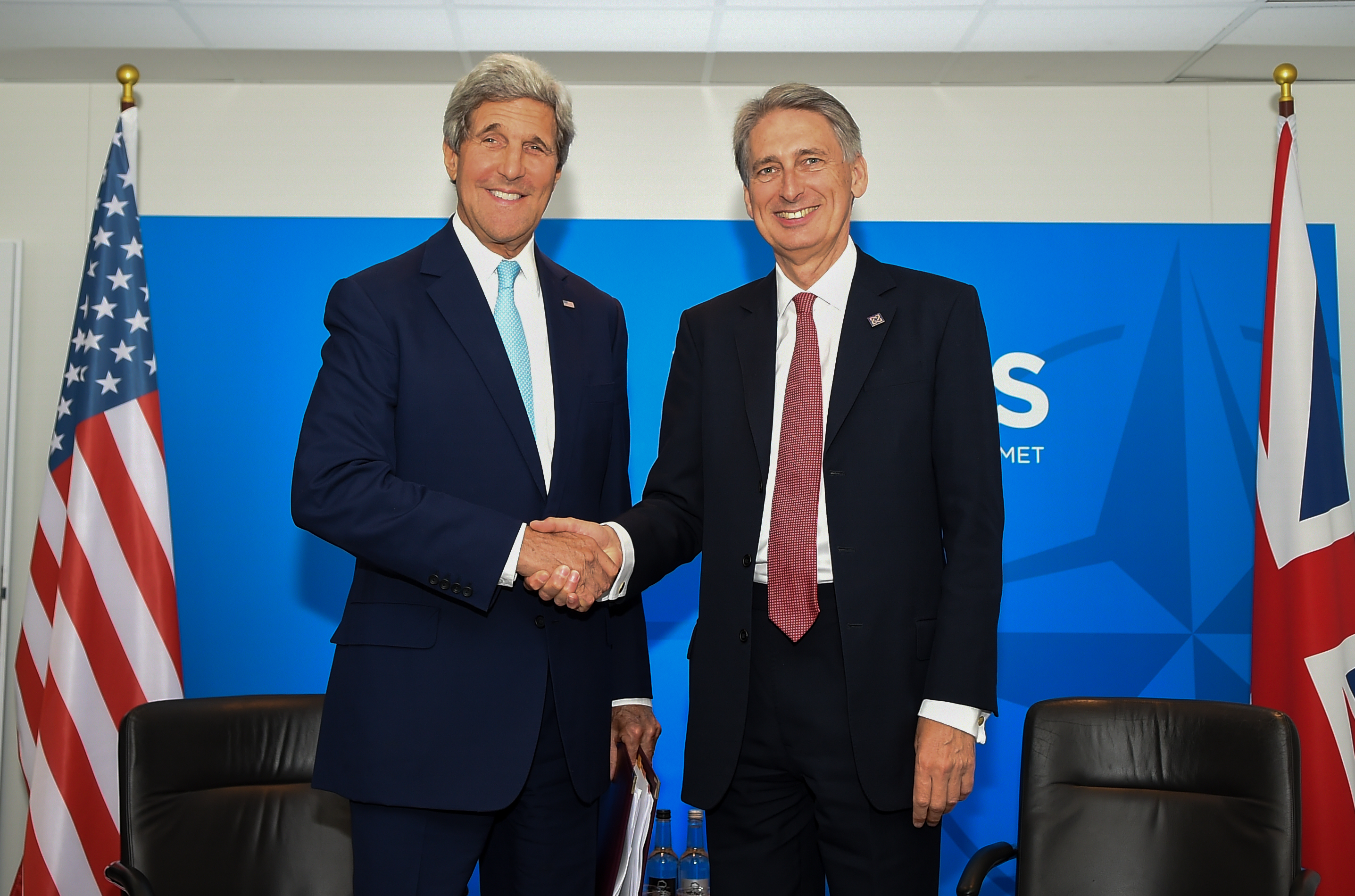
Encuentro de Hammond con el Secretario de Estado norteamericano John Kerry

El 15 de julio de 2014, Hammond fue designado Secretario de Asuntos Exteriores y del Commonwealth. Los periódicos destacaron su posición "escéptica" con respecto a la Unión Europea, y su confianza de que Gran Bretaña podría hacer un trato para que se modifique esta institución. También dijo que apoyaría un referéndum para que Gran Bretaña abandone la Unión Europea en caso de que no se hicieran modificaciones en la UE.
En agosto del 2014, Hammond dijo que se sorprendió con la inesperada renuncia de Sayeeda Warse, Baronesa Warse, quien manifestó "su gran incomodidad" bajo las órdenes de Hammond como Ministro de Asuntos Exteriores.
En marzo del 2015, Hammond habló como responsable de las agencias de inteligencia, e insinuó "que todos los que apoyan actos terroristas" comparten la culpa de estos atentados, al decir que "aquellos que apoyan actos terroristas tiene un gran grado de responsabilidad".
En mayo del 2015, Hammond introdujo en la Cámara de los Comunes un proyecto para un referéndum sobre la permanencia de Gran Bretaña en la Unión Europea para el 2015-16.
El 8 de julio de 2015, Hammond condenó el veto por parte de Rusia en el Consejo de la Naciones Unidas, a su proyecto de resolución de cuatro páginas que, entre otras cosas, condenaba el genocidio de la masacre de Srebrenica por parte de los musulmanes de Bosnia en 1995.
Angola, China y Nigeria y Venezuela se abstuvieron de votar el proyecto propuesto por Jordania, Lituania, Malasia, Nueva Zelanda, Gran Bretaña y los Estados Unidos. El embajador ruso, Vital Churkin, criticó los términos británicos por tener una "motivación política y actitud de confrontación", sosteniendo que los serbios de Bosnia fueron acusados individualmente por cometer crímenes de guerra en un conflicto en el cual tres grupos étnicos fueron víctimas de atrocidades. Hammond afirmó: "Estamos desilusionados porque la resolución para conmemorar el 20 aniversario de Srebrenica fue vetada hoy".
El 14 de julio de 2015, después de varios años de negociaciones con intervalos, el P5+1 alcanzó un acuerdo con Irán sobre el Programa Nuclear de este país. Hammond estuvo presente en Viena como representante de Gran Bretaña en la ceremonia de apertura del Plan de Acción Global Conjunto. Al día siguiente, Hammond presentó el acuerdo en la Cámara de los Comunes, y estuvo en Jerusalén para la conferencia de prensa conjunta con Benjamin Netanyahu, la cual Hammond describió como "tensa".
Hammond quiere reducir la inmigración de Polonia y otros países de la Unión Europea, especialmente de los países del bloque del este. También mencionó en el Consejo de las Naciones Unidas, que las conclusiones relacionadas con respecto a la detención de Julian Assange en la Embajada ecuatoriana el 6 de febrero de 2016 eran "ridículas". El comité de las Naciones Unidas había determinado que Julian Assange "había sido detenido arbitrariamente, y que tendría que ser liberado y compensado". El comentario de Hammond no solamente insultó una de las Cortes Supremas más importantes del mundo, de la cual Gran Bretaña es signataria, sino que también menoscababa el Departamento de Asuntos Extranjeros de Gran Bretaña y su propia credibilidad. Mad Andenas comentó: "cuando los países responden en esta forma, dañan el respeto por la ley y las Naciones Unidas". Liora Lazarus, compañero de St. Anne´s College y profesor de Leyes de la Universidad de Oxford comentó que la decisión tomada por el Consejo de las Naciones Unidas no se puede valorar como "ridícula", "o "falsa". Human Rights Watch dijeron que la respuesta de Hammond fue "lamentable", agregando que "no es la respuesta que se espera de gobiernos democráticos que apoyan los mecanismos de las Naciones Unidas y la Ley internacional". "Obviamente, Gran Bretaña no pone en práctica lo que predica aquí para nosotros, y así también, en otros foros internacionales regularmente", dijo Gotabhaya Rajapaksa, el anterior Secretario de Defensa de Sri Lanka, observando que este rechazo de Gran Bretaña no podría haber ocurrido en un momento más oportuno para Sri Lanka, país que en ese momento estaba llevando a cabo una investigación por crímenes de guerra.

### Carrera en el sector privado
Tras dejar la política, trabajó en varios puestos del sector privado, entre ellos como director no ejecutivo del banco OakNorth International. En el verano de 2021 se le acusó de infringir el código de conducta de los antiguos miembros del Gobierno por escribir a un alto funcionario que había trabajado a sus órdenes para defender los intereses del banco9. También actúa como asesor de las autoridades financieras de Kuwait y Baréin.

## Otras posiciones políticas

### La crisis financiera del 2008
En mayo del 2012, Hammond dijo que los bancos no eran exclusivamente responsables de la crisis financiera del 2008, ya que estos "tenían que prestar el dinero a alguien". Hammond, quien formaba parte de un equipo que desempeñó un rol importante en la elaboración de la estrategia económica de David Cameron en la Oposición, también afirmó que la gente que tomó créditos eran „ adultos consentidos“ que, en algunos casos, buscaban culpar a otros por sus acciones. Al dar un discurso en Alemania, Hammond dijo: "la gente dice, fueron los bancos". Yo digo, "los bancos tenían que prestar el dinero a alguien". Hay gente que siente que los otros son responsables por las decisiones que ellos toman. Por supuesto, si los bancos no ofrecen créditos, la gente no puede tomarlos" Pero había dos adultos que consintieron hacer esa transacción, un prestador y un prestamista, y ambos tomaron las decisiones equivocadas. Hay gente que no quiere aceptar las consequencias de sus elecciones. También agregó que los individuos, las compañías y los gobiernos fueron responsables de los excesivos préstamos: "nos dejamos llevar por nuestras expectativas", dijo Hammond. "Empezamos a llevar un estilo de vida de consumo privado y público que no podíamos mantener. Pedimos préstamos hasta el exceso.... ahora tenemos que rendir cuentas y nos estamos readaptando a esta nueva situación."

### Casamientos entre personas del mismo sexo
En mayo del 2012, Hammond dijo que el tema de los casamientos entre personas del mismo sexo es muy "controvertido". En enero del 2013, durante una visita a Royal Hollowy, Universidad de Londres Hammond puso este proyecto de ley, que se aprobó posteriormente, al mismo nivel de una relación social inaceptable similar al crimen de incesto. PinkNews le pidió que clarificara sus comentarios, Hammond escribió por correo electrónico: "La discusión fue muy amplia y no estaba limitada solamente al casamiento entre personas del mismo sexo."
En mayo del 2013, Philip Hammond se abstuvo como uno de los cuatro ministros que votaron en contra del casamiento entre personas del mismo sexo. Hammond fue crítico con respecto al enfoque del primer ministro con respecto a la Ley sobre casamientos de personas del mismo sexo del 2013, y dijo en noviembre del 2013 que se sorprendió por la velocidad con que se aprobó esta ley que "está perjudicando" al partido conservador.